# Teobaldo I de Bar
Teobaldo I (francés: Thibaut o Thibauld de Bar) (nacido c.  1158 – fallecido 13 de febrero de 1214) fue conde de Bar de 1190 hasta su muerte.  Era hijo de Reginald II de Bar y su mujer Agnès de Champaña. Se convirtió en conde cuando su hermano Enrique murió en el Sitio de Acre.
Después de su tercer matrimonio, intentó reclamar los terrenos de su mujer en Luxemburgo, Durbuy y Laroche con la aprobación de Felipe de Suabia. Teobaldo asedió por tanto el castillo en Namur, donde tuvo lugar una conferencia en la que Felipe de Namur y su hermano Balduino renunció a los territorios en disputa de Luxemburgo, Durbuy y Laroche. El Tratado de Dinant firmado el 6 de julio de 1199 en Saint Medard, lo hizo oficial.
Durante la cruzada Albigense, Teobaldo dirigió un ejército para reforzar a Simon de Montfort en el asedio de Toulouse en junio 1211.
Tras su muerte en 1214, su hijo mayor Enrique II, de su segundo matrimonio le sucedió. Su hija mayor Agnes, de su primer matrimonio, se casó con Federico II, duque de Lorena. Sus tierras en Luxemburgo revirtieron a Waleran III de Limburgo, que se casó con Ermesinda, viuda de Teobaldo. Teobaldo fue enterrado en St. Mihiel.

## Matrimonio
Teobaldo se casó en tres ocasiones; en 1176  con Laurette de Loon (de Looz), hija de Luis I, Conde de Loon y Agnes de Metz; tuvieron una hija. En segundo lugar, con Ermensinda de Bar-sur-Seine, hija de Guy II de Brienne y Petronila de Chacenay, circa 1189; tuvieron un hijo y dos hijas. Teobaldo y Ermensinda  se divorciaron circa 1195. Se casó entonces con Ermensinda de Luxemburgo, hija de Henry Coecus "el Ciego" de Luxemburgo y Agnes de Güeldres, en 1197;  tuvieron dos hijos y tres hijas.

## Descendencia
Hijos de su matrimonio con Laurette de Loon (de Looz):
- Agnes (Tomasia) de Bar, Dame d'Amance, de Longwy y de Stenay (b. c 1177, d. 19 Jun 1226); casada con Federico II, Duque de Lorena.

Hijos de su matrimonio con Ermesinde (Isabella) de Bar-sur-Seine:
- Agnes II de Bar (d. 1225); casada con Hugues, Señor de Chatillon.[7]
- Enrique II, Conde de Bar (b. 1190, d. 13 Nov 1239); casado con Philippa de Dreux.
- Margaret de Bar (b. c 1192, d. después de 1259); casada con  Heinrich von Salm, Señor de Viviers.

Niños de su matrimonio con Ermesinda I de Luxemburgo:
- Margarita II de Bar (d. Jul 1270); casada con Hugo III, Conde de Vaudémont, segundo matrimonio con Henri de Dampierre, Señor de Bois.
- Elisabeth de Bar (d. entre 11 Apr 1262 - 1 Aug 1262); casada con Waleran de Limburgo, Señor de Fauquemont & Montjoie.
- Henry de Bar, Señor de Briey, Arrancy, & Marville. (d. 1214)
- Renaud de Bar (d. Feb 1214)
- Hija desconocida (d. antes de Feb 1214)